# 法南巴納河
13°30′S 50°01′E / 13.500°S 50.017°E

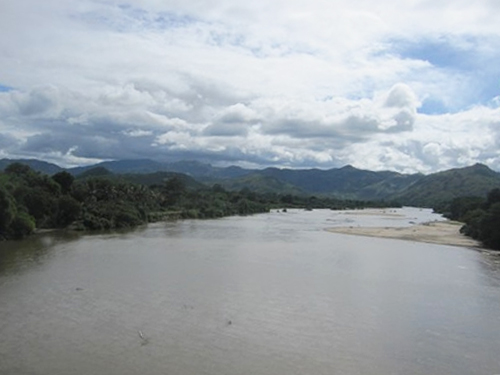

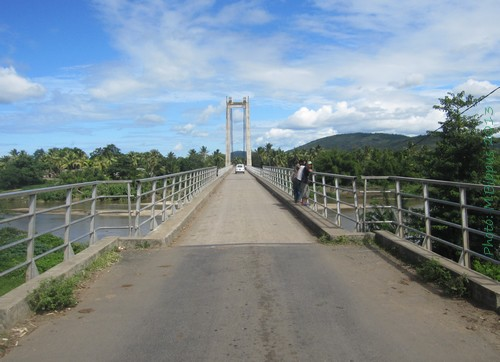

法南巴納河，是馬達加斯加的河流，位於該國北部，由第亞那區負責管轄，河道全長215公里，流域面積1,827平方公里，最終注入印度洋。